# Haiduk Peak
Haiduk Peak är en bergstopp i Kanada.   Den ligger i provinsen Alberta, i den centrala delen av landet, 3 000 km väster om huvudstaden Ottawa. Toppen på Haiduk Peak är 2 920 meter över havet, eller 717 meter över den omgivande terrängen. Bredden vid basen är 10,0 km.
Terrängen runt Haiduk Peak är bergig åt sydväst, men åt nordost är den kuperad.Trakten runt Haiduk Peak är nära nog obefolkad, med mindre än två invånare per kvadratkilometer..
Trakten runt Haiduk Peak består i huvudsak av gräsmarker.